# Tanaro
Il Tànaro (Tana in brigasco, Tòn-no in ormeasco, Tânar, Tan o Tani in piemontese, Tànau, Tànaru, o Tànaɹu in ligure, Tànnôu in genovese) è il secondo fiume per lunghezza del Piemonte dopo il Po, del quale è anche principale affluente di destra.
È uno dei maggiori fiumi d'Italia: sesto per lunghezza (276 o 290 km) dopo Po, Adige, Tevere, Adda e Oglio, e quarto per ampiezza del bacino idrografico (8.175 km²) dopo Po, Tevere e Adige. Possedendo la più lunga asta fluviale d'Italia, la quale misura oltre 700 km tra la sorgente del torrente Negrone (ramo sorgentizio del Tanaro) e la foce del fiume Po nell'Adriatico, il Tanaro andrebbe correttamente considerato come il fiume più lungo col corso interamente in territorio italiano.

## Il toponimo
Il nome Tanaro può essere associato al teonimo celtico "Taranus" e al britannico "Taran" (temporale, tuono, dio del temporale) oppure a una radice prelatina idronimica "Tan". Cfr anche il francese Tarn (fiume).

### Tanaro e Po
Dal momento che il Tanaro alla confluenza con il Po misura 276 km (circa 290 km tenendo conto anche delle sorgenti del torrente Negrone) contro i 230 km che in quel punto ha percorso il Padus (il Po, appunto), secondo l'uso dei geografi antichi dovrebbe mantenere il proprio nome fino al mare Adriatico. Il Tanaro sarebbe così da considerarsi, con circa 700 km di lunghezza, il fiume più lungo d'Italia; gli stessi geografi non erano però a conoscenza di questo fatto. Alcuni studiosi odierni, prendendo atto che l'asta fluviale più lunga d'Italia è quella Negrone-Tanaro-basso Po, hanno ipotizzato la possibilità di ridefinire gli idronimi della Valle Padana. Va però ricordato che almeno altri quattro affluenti del Po nel punto della propria confluenza hanno a monte un'asta fluviale più lunga del Po stesso nel punto di confluenza. Si tratta in particolare di Pellice/Chisone, Varaita, Maira/rio del Maurin e Dora Baltea/Dora di Val Ferret.

## Corso del fiume

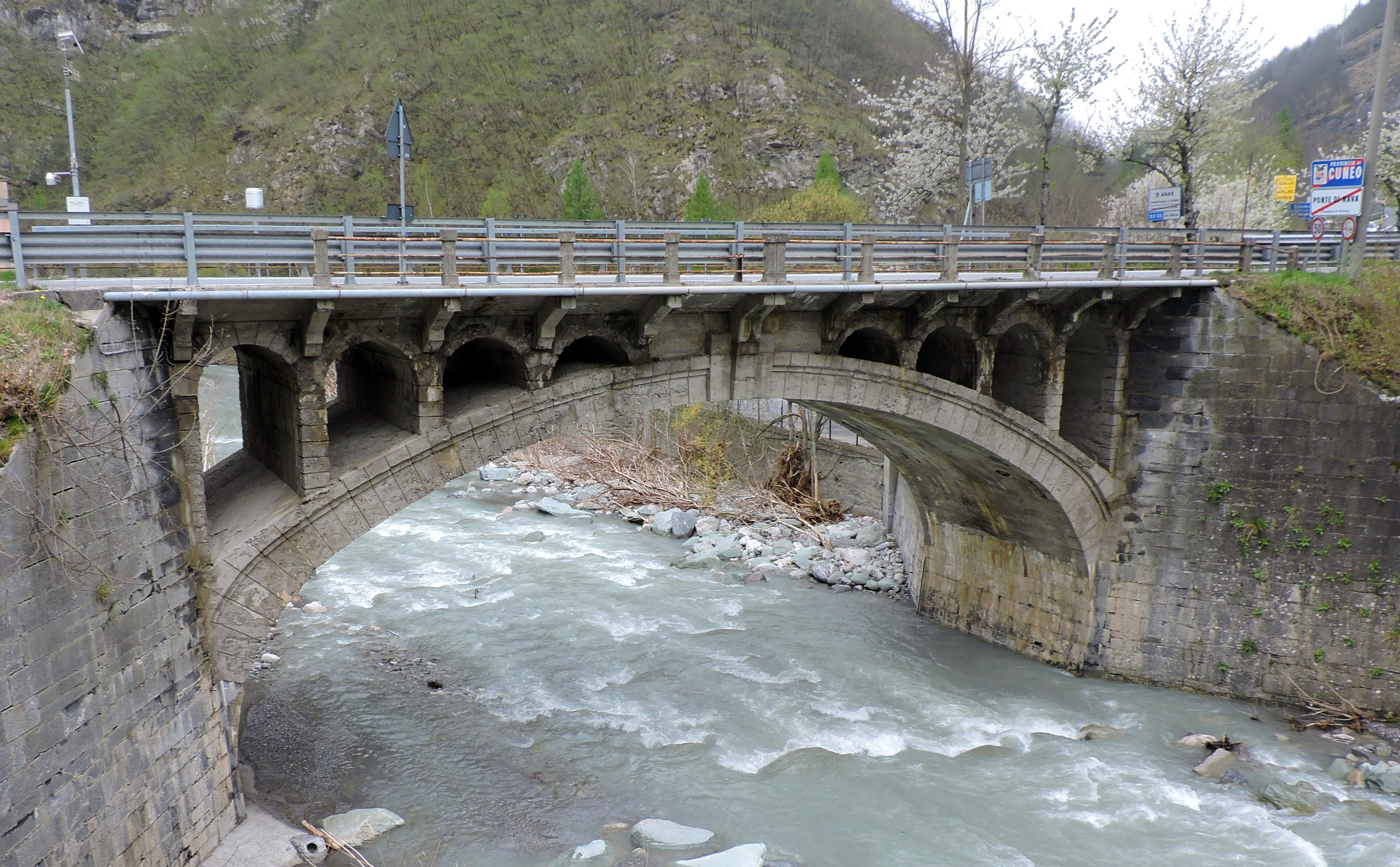
Il ponte di Nava, al confine tra Piemonte e Liguria

Il Tanaro nasce all'estremità sud-occidentale del Piemonte al confine con la Liguria, nelle Alpi Liguri. Si forma infatti alla confluenza dei torrenti Tanarello e Negrone al confine tra il territorio comunale di Ormea (CN) e quello di Cosio d'Arroscia (IM).
Più precisamente il Tanarello nasce dal monte Saccarello (2.201 m), la vetta più alta della Liguria, e scorre per una decina di chilometri - di cui i primi 4 km in territorio piemontese e i restanti in territorio ligure (comune di Cosio di Arroscia) - in una valle dai connotati tipicamente alpini, giungendo poi 4 km a monte dell'abitato di Ponte di Nava (frazione di Ormea), dove riceve da sinistra l'apporto del Negrone, torrente che nasce invece in territorio piemontese da Cima Missun (2356 m), non lontano da Punta Marguareis (2.651 m). Del Negrone occorre anche ricordare la caratteristica di alcune risorgenze ai piedi del massiccio carsico del Marguareis-Mongioie, dove in dedali di gallerie e cunicoli si raccoglie l'acqua piovana, che poi sgorga con cascate imponenti nella gola delle Fascette e dalle Vene del Tanaro.
Da questa confluenza tra Tanarello e Negrone a monte di Ponte di Nava il fiume raddoppia di dimensioni e cambia nome diventando Tanaro, dirigendosi così verso nord-est come spumeggiante fiume alpino in una valle stretta e boscosa e fungendo per alcuni chilometri da confine tra Piemonte e Liguria. Una volta bagnato l'abitato di Ponte di Nava e ricevuto da destra il Rio dei Boschetti (o Rio Nava), il fiume entra definitivamente in territorio piemontese giungendo presso Ormea dove riceve vari affluenti come il Rio Chiappino, il torrente Armella, che nasce dal lago del Pizzo d'Ormea, il Rio Peisino. La portata d'acqua in questo tratto subisce alcuni cali a causa di prelievi artificiali (la media annua è di circa 6,9 m³/s).
Più a valle, dopo aver bagnato il comune di Garessio ricevendo rispettivamente da sinistra il Rio Inferno e il Rio Luvia e da destra il Rio Bianco e il Rio Malsangua che vi sfocia fra due ponti, quello di metà Ottocento in mattoni rossi («scorticato» dall'alluvione del novembre 1994, poi demolito nel 2020) e quello di fine Novecento dell'Amitiè (travolto dalle acque e rifatto con imposta d'arco più alta), il fiume prende poi a scorrere per qualche chilometro in un'ampia conca pianeggiante contornata dalle cime delle Alpi Liguri raggiungendo in breve il comune di Priola e poi quello di Bagnasco dove un suggestivo ponte medievale di pietra lo scavalca (fu in parte distrutto dalla citata alluvione e poi ricostruito grazie al «Maurizio Costanzo Show»); la sua portata è ora di 9,1 m³/s.

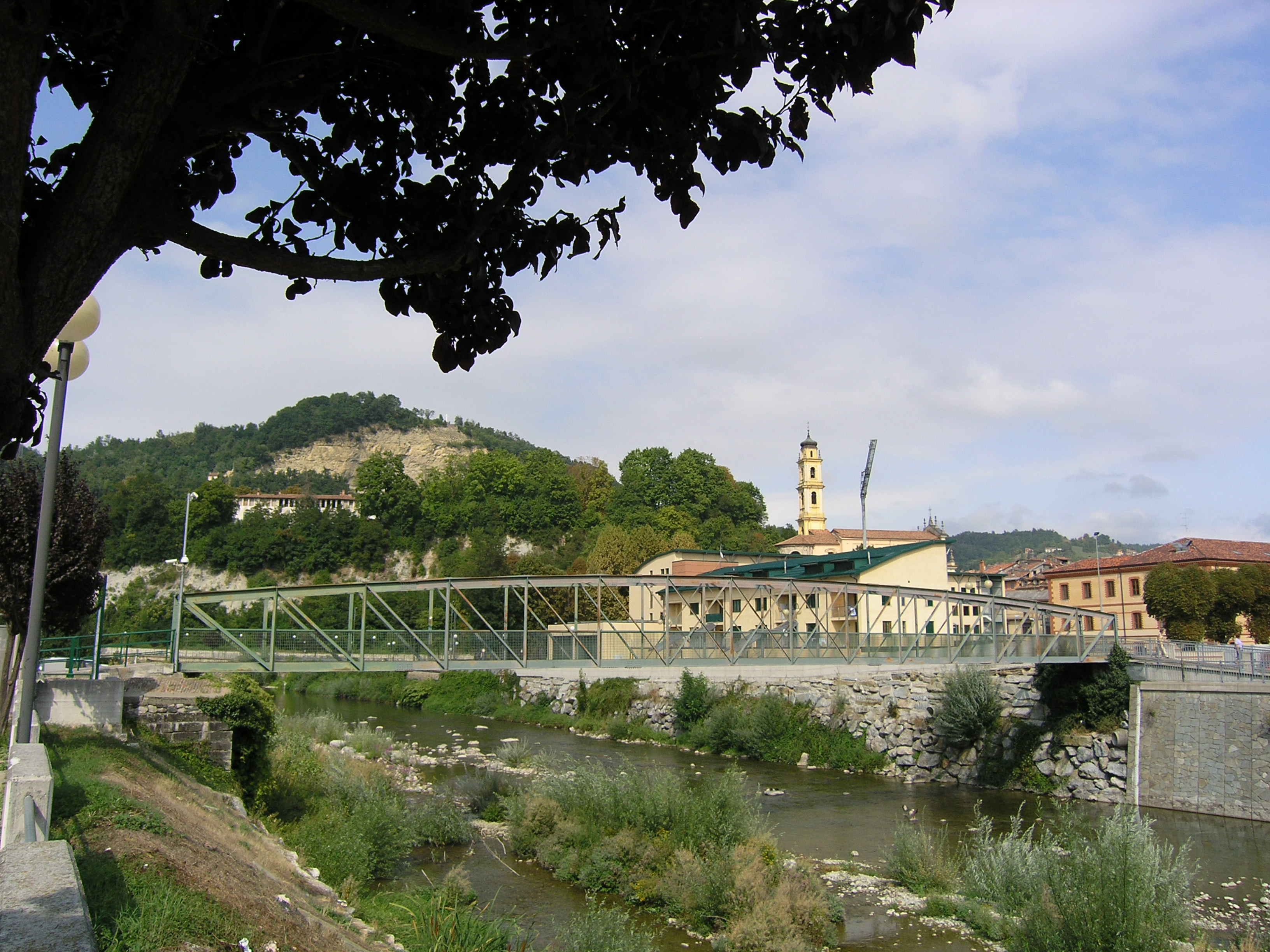
il fiume a Ceva

Da qui in poi la valle si restringe nuovamente e il fiume devia bruscamente verso nord-ovest, entrando dapprima nel suggestivo tratto ingolato delle Gole dei Rocchini per poi bagnare, una volta fuori, la cittadina di Ceva, dove riceve da destra il torrente Cevetta. Da questo punto in poi il Tanaro placa la sua corsa perdendo parte dei connotati torrentizi, e l'aspetto alpino della valle muta profondamente essendo lo stesso fiume oramai giunto a lambire il complesso collinare delle Langhe.
Da qui il fiume prosegue dunque verso nord creandosi a fatica un varco fra aspri rilevi collinari raggiungendo il centro di Castellino Tanaro con una portata media di 12,40 m³/s. In questo tratto il suo letto si incassa profondamente tra i rilievi delle Langhe e l'Altopiano Monregalese, divagando in modo assai irregolare e creando, ora su una ora sull'altra sponda, suggestivi calanchi di erosione e mutando anche il colore delle sue acque (sino qui trasparenti) che diventano ora limacciose a causa della natura argillosa dei terreni della valle.
Giunto a Lesegno riceve il primo importante affluente di sinistra: il torrente Corsaglia (media oltre 10 m³/s) dopo di che, sbarrato da una diga, cede tutta la sua portata per scopi idroelettrici, rimanendo completamente asciutto per circa 1 km. Recuperata la portata d'acqua, un'altra diga nei pressi di Niella Tanaro prosciuga nuovamente il fiume per qualche chilometro. A Bastia Mondovì (portata media annua di 29 m³/s), un'altra diga sottrae nuovamente tutta l'acqua al fiume per alcuni chilometri. Nello stesso tempo giungono al fiume vari affluenti tra i quali l'Ellero (media 5 m³/s), il Pesio (media 10 m³/s) e il Mondalavia che vanno a incrementare notevolmente il volume d'acque del Tanaro.
A Clavesana il fiume subisce l'ennesima notevole perdita d'acqua per ben due volte nel giro di pochi chilometri: prima viene in parte prosciugato per rifornire un canale che un tempo alimentava il locale cotonificio dell'Olcese, dopo di che, riacquistata l'intera portata d'acqua tramite una grossa bocca di scarico, viene nuovamente sbarrato poche centinaia di metri a valle da una grossa diga a paratie per alimentare un canale irriguo che gli sottrae nuovamente quasi tutta la portata. Per alcuni chilometri il suo letto ritorna pressoché asciutto.

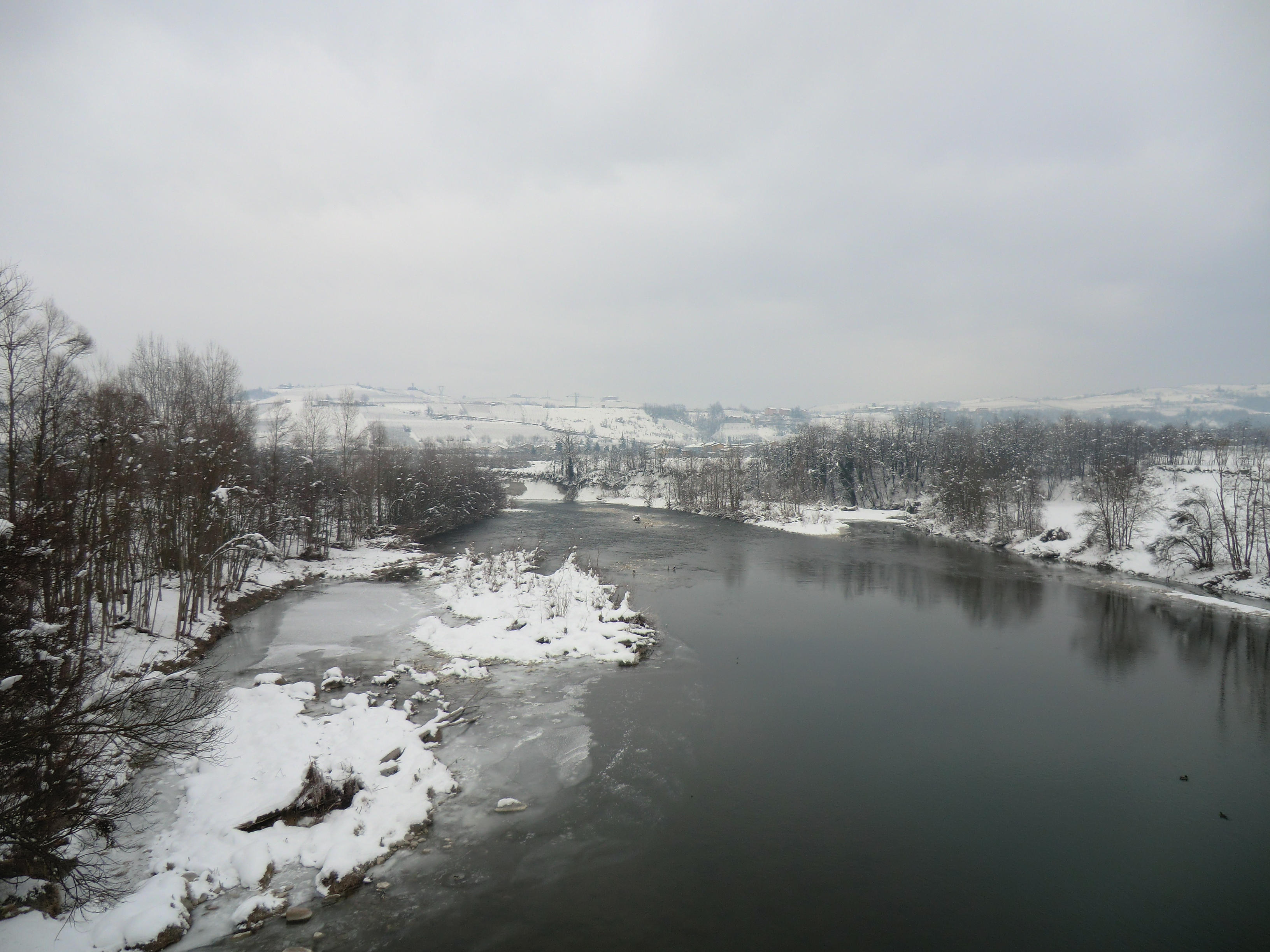
il fiume a Farigliano (ponte Macagno)

Stesso scenario si ripresenta più a valle svariate volte come nei pressi di Farigliano, dove il fiume ha ora una portata media annua di 38,70 m³/s, per un breve tratto a Monchiero, fino alla confluenza del torrente Rea (media 1,7 m³/s) e, ancora più a valle, a Narzole dove l'acqua viene trattenuta da una grossa diga. Nonostante il massiccio utilizzo delle sue acque il Tanaro assume sempre più le caratteristiche di fiume vero e proprio, proseguendo verso nord con andamento sinuoso e allargando sempre più il proprio letto.
Giunto a Cherasco con una portata media annua di 41 m³/s, il fiume piega verso est e vi confluisce la Stura di Demonte, un fiume assai ricco d'acque (media 36 m³/s), suo principale tributario di sinistra (115,4 km). Da qui in poi il Tanaro cambia aspetto con la sua valle che diviene molto ampia (anche 3–4 km) e il suo letto che si allarga notevolmente diramandosi talvolta in vari bracci secondari; la portata idrica raddoppia sfiorando gli 80 m³/s; in questo tratto il fiume bagna Pollenzo, anticamente città romana di cui restano alcune vestigia, e, sbarrato dall'ennesima diga, va ad alimentare il Canale di Verduno.

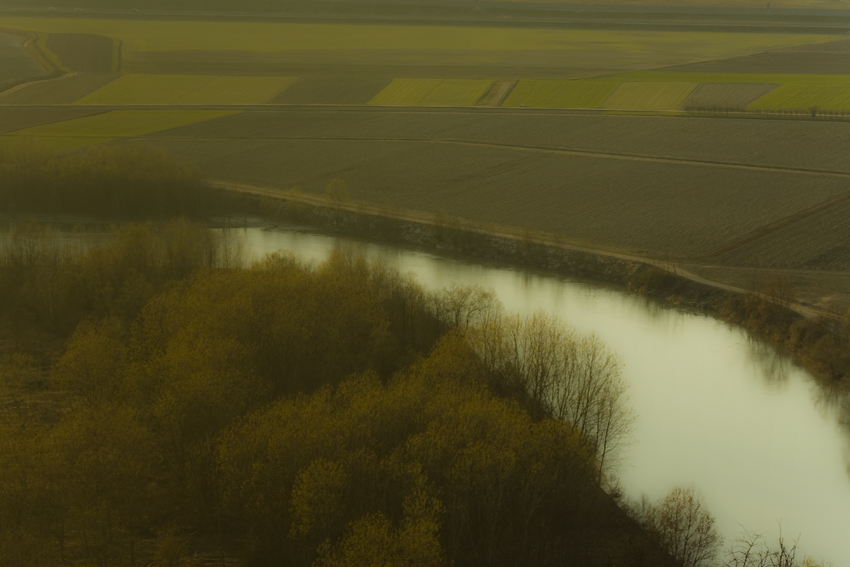
Il fiume visto dalla torre di Barbaresco.

Giunto ad Alba riceve sia da destra sia da sinistra l'apporto di modesti torrentelli: il Rio della Gera, il Mellea e il Riddone provenienti dalle modeste alture del Roero, il Talloria (1,8 m³/s), il Cherasca (0,7 m³/s) e il Seno d'Elvio, provenienti invece dalle Langhe. Con letto ampio e ciottoloso il fiume giunge a Castagnole Lanze  e San Martino Alfieri entrando così in Astesana (e anche in provincia di Asti): qui attraversa la periferia sud del capoluogo ricevendo da sinistra il Borbore (9,5 m³/s), il rio Valmanera e la Versa (3,5 m³/s), corsi d'acqua drenanti tutta la porzione astigiana del bacino.
In breve poi bagna i centri di Castello di Annone e Rocchetta Tanaro, dopo di che entra in provincia di Alessandria lambendo i comuni di Masio (dove riceve da destra il torrente Tiglione) e Felizzano, dove un'ultima grossa diga sfrutta le sue acque, incominciando così il suo corso di pianura chiuso tra due alti argini.

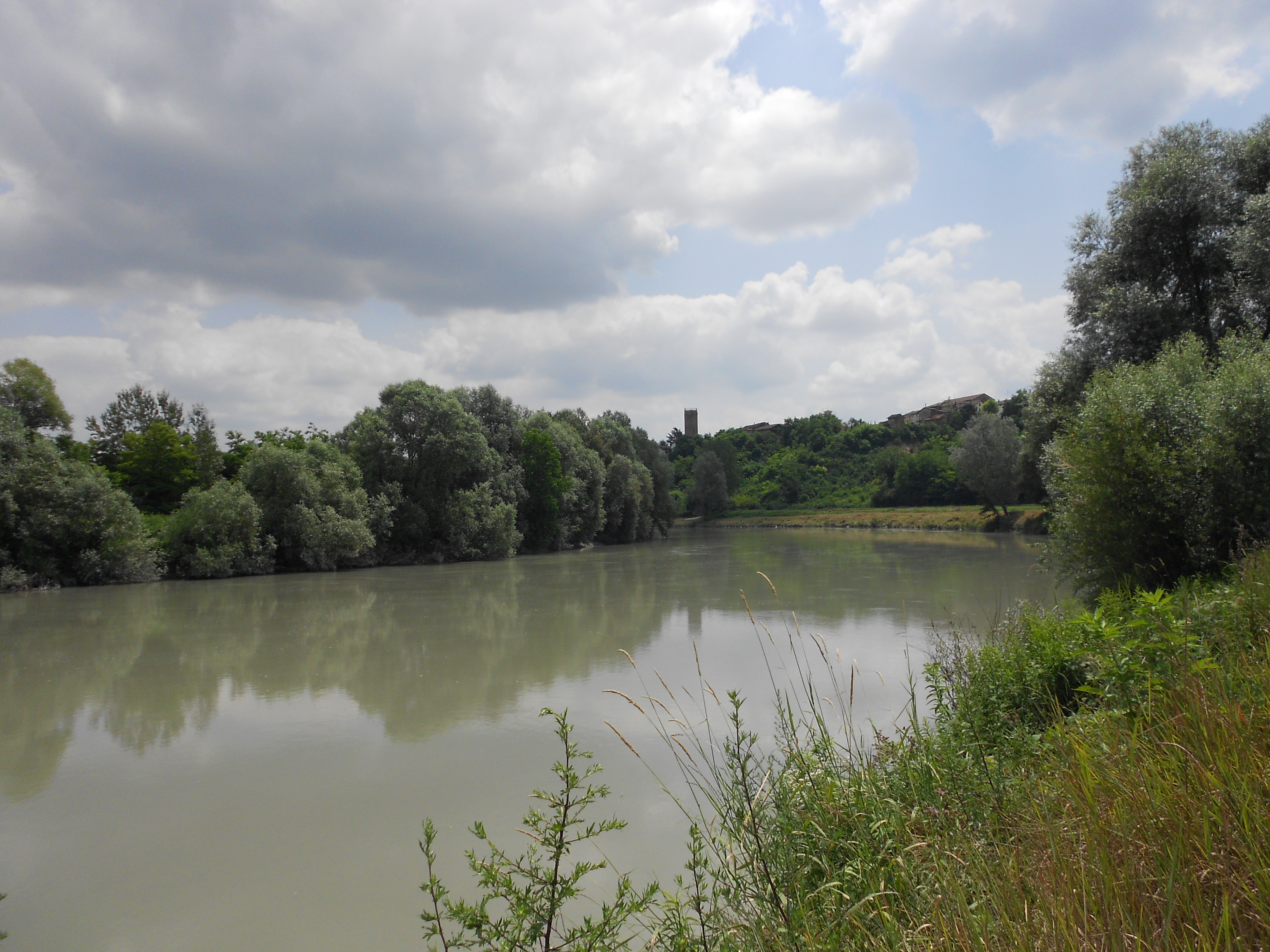
il fiume Tanaro presso Masio (AL)

Presso Villa del Foro giungono da destra gli apporti prima del Belbo (95 km e media annua di 8,1 m³/s) e del Canale Carlo Alberto (che drena una piccola parte delle acque della Bormida) dopo di che si appresta ad attraversare pesantemente canalizzato la città di Alessandria, con una portata media annua prossima ai 90 m³/s, ricevendo anche l'ultimo seppur esiguo tributario di sinistra: il Rio Nuovo di Loreto.

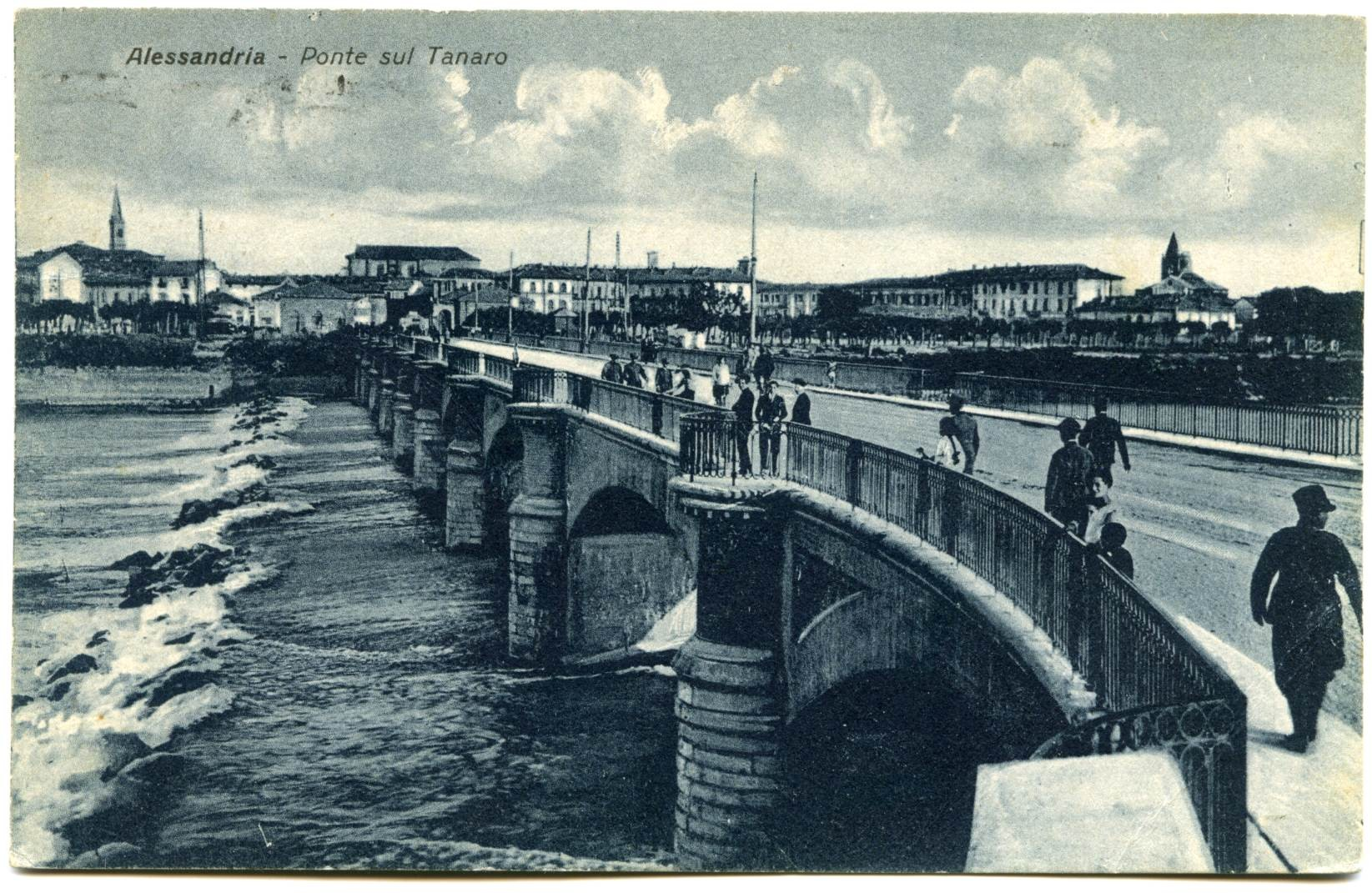
Una cartolina postale raffigurante il Fiume Tanaro presso Alessandria (1920 circa)

Giunto a Pavone d'Alessandria, frazione di Pietra Marazzi, qualche chilometro a valle della città di Alessandria, il fiume lambisce alla base le ultimi propaggini del Monferrato creando uno scenario molto suggestivo fatto di aspri muraglioni di erosione in sponda sinistra, lanche, ampie golene alberate, campi coltivati in sponda destra.

Il fiume vicino ad Alessandria.

Qui il Tanaro riceve il suo maggior affluente di destra: la Bormida (154 km e oltre 33,2 m³/s di media annua) che, esclusa una piccola porzione a ovest del suo alto bacino in provincia di Savona, drena quasi tutta la parte appenninica del suo ampio bacino.
Dopo quest'ultima confluenza il modulo medio annuo del fiume aumenta nuovamente raggiungendo valori tra i più importanti tra gli affluenti del Po (116,2 m³/s), paragonabili quasi a quelli dell'Oglio e inferiori solo a quelli di Ticino e Adda, tutti fiumi peraltro di provenienza alpina.
Dalla confluenza il fiume prosegue pigramente con ampi meandri, lambendo i piedi della collina di Montecastello. Siamo oramai in aperta pianura, anche se il fiume sembra quasi non voler «abbandonare» del tutto i rilievi monferrini, continuando ostinatamente a lambirli in sponda sinistra. Qui diventa navigabile sino alla foce da piccole imbarcazioni (tranne che in estate).
Infine, lambito il comune di Rivarone il Tanaro passa sotto il ponte di Bassignana e con un ultimo sforzo copre l'ultimo chilometro di corso per poi sfociare nel Po, senza riuscire immediatamente a confondere le sue acque limacciose con quelle grigio-verdognole di quest'ultimo.

## Affluenti
L'ampio bacino del Tanaro comprende numerosi affluenti (tra parentesi il luogo di confluenza di ciascuno di essi):

### Destra idrografica
- torrente Tanarello - ramo sorgentizio destro
- rio dei Boschetti[13], che nasce nei pressi del Colle di Nava (comune di Pornassio) e confluisce nel Tanaro in località Ponte di Nava.
- rio di Prale (Ormea)
- rio dei Bossi (Ormea)
- rio Bossieta (Ormea)
- rio La Valle (Ormea)
- rio Barchi (Ormea)
- rio Bianco (Garessio)
- rio Malsangua (Garessio)
- torrente Cevetta (Ceva)
- torrente Rea (Monchiero)
- torrente Cusina (Rocca Cigliè/Castellino Tanaro)
- torrente Talloria (Alba)
- torrente Cherasca (Alba)
- torrente Seno D'Elvio (Alba)
- torrente Tiglione (Masio)
- torrente Belbo (Villa del Foro)
- canale Carlo Alberto (Villa del Foro)
- fiume Bormida (Montecastello)

### Sinistra idrografica
- torrente Negrone - ramo sorgentizio sinistro
- rio Chiappino (Ormea)
- torrente Armella (Ormea)
- rio Peisino (Ormea)
- rio Inferno (Garessio)
- rio Luvia (Garessio)
- torrente Corsaglia (Lesegno)
- torrente Ellero (Bastia Mondovì)
- fiume Pesio (Bastia Mondovì)
- torrente Mondalavia (Narzole)
- fiume Stura di Demonte (Cherasco)
- rio Laggera (Pollenzo)
- rio Mellea (Santa Vittoria d'Alba)
- torrente Riddone (Alba)
- torrente Borbore (Asti)
- rio Valmanera (Asti)
- torrente Versa (Asti)
- Rio Nuovo di Loreto (Alessandria)

## Paleogeografia

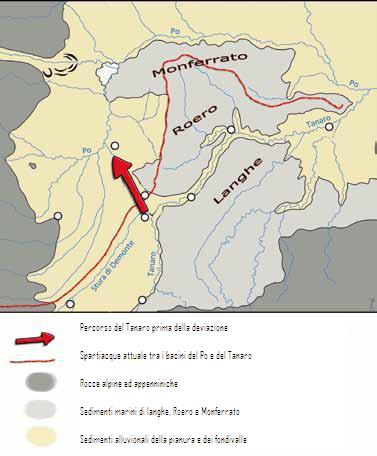
La cattura del Tanaro

Circa 100.000 anni fa il paleo-Tanaro nel suo tratto a valle di Ceva si dirigeva verso nord e sfociava nel Po nella zona dove oggi sorge Carignano (TO). La subsidenza dell'area astigiano-alessandrina e l’azione  erosiva dei piccoli corsi d'acqua che scorrevano tra Asti e Bra estesero verso monte il bacino di questi ultimi arrivando a catturare il fiume e spostandone così la confluenza nel Po nella posizione attuale, collocata nei pressi di Bassignana (AL). Questo fenomeno di cattura diede tra l'altro origine in seguito alla zona delle Rocche del Roero, caratterizzata da guglie e calanchi altrove piuttosto rari in Piemonte.

## Regime idrologico
Il Tanaro si differenzia dagli altri affluenti del Po essendo caratterizzato da un regime complesso, praticamente a metà strada tra i connotati dei fiumi alpini e di quelli appenninici, essendo proprio il suo bacino distribuito in parte sulla catena alpina e in parte su quella appenninica.
Il fiume presenta infatti due picchi massimi di piena durante l'anno (tarda primavera e autunno) con quello tardo-primaverile maggiore di quello autunnale (caratteristica comune ai fiumi alpini) e due picchi di magra (estate e inverno) con quello estivo assai più accentuato di quello invernale (come avviene invece per i fiumi appenninici).
In ogni caso il bacino del Tanaro è molto vasto e presenta quindi caratteristiche idrologiche spesso assai differenti a seconda dei vari tratti del suo corso:
- 1º Tratto: sorgente (Alpi Liguri) - Ceva

In questo tratto, il fiume ha un regime pressoché alpino, con ricche portate nella tarda primavera per lo scioglimento delle nevi sulle Alpi Liguri e magre estive e invernali. Le differenze tra portata di piena e di magra non risultano eclatanti.
- 2º Tratto: Ceva - Cherasco

In questa porzione invece il regime del Tanaro diventa pluvio-nivale con valori massimi di portata in autunno (a causa delle forti precipitazioni che in questo periodo interessano l'altopiano monregalese e in particolare le Langhe) e in primavera (per lo scioglimento delle nevi) con il picco primaverile leggermente maggiore di quello autunnale.
Le magre invece seguono l'andamento tipico dei fiumi appenninici, con la magra estiva assai più marcata di quella invernale.
- 3º Tratto: Cherasco - foce nel Po

In questa ultima porzione il fiume, pur incrementando notevolmente la portata, presenta un regime pluvio-nivale ancor più accentuato con 2 picchi di piena annui:
autunnale (ottobre-novembre), dovuto maggiormente agli apporti del tratto medio-alto sopraccitato del fiume e dai tantissimi torrenti e ruscelli provenienti dai rilievi di Langhe, Roero e Monferrato (Rio della Gera, Mellea, Riddone, Talloria, Cherasca, Seno d'Elvio, Borbore, Versa, Tiglione…), interessati in questo periodo da forti precipitazioni.
Nel breve tratto finale da Alessandria alla foce nel Po le piene autunnali sono ancora più frequenti e imponenti a causa dell'ulteriore apporto del Belbo e soprattutto della Bormida (entrambi fiumi a carattere pluviale, con bacini disposti quasi totalmente sui terreni altamente impermeabili di Langhe e alto Monferrato).
tardo primaverile (maggio-giugno), è molto più elevato di quello autunnale (riesce anche a raggiungere valori di 300–400 m³/s) ed è in gran parte dovuto all'apporto dei fiumi monregalesi e soprattutto a quello assai consistente della Stura di Demonte in seguito allo scioglimento delle nevi dal Colle della Maddalena.
Accentuatissime magre si hanno invece in inverno (dicembre-febbraio) e soprattutto in agosto dove, specialmente nel tratto a valle della confluenza con la Stura di Demonte, la portata si riduce quasi a un 1/4 della media annua, ancora una volta come nei fiumi appenninici.

## Assetto idro-geologico
Il Tanaro si caratterizza per l'imponenza delle sue piene stagionali che possono raggiungere facilmente valori di portata di 2.000 m³/s.
Lo stesso fiume possiede inoltre una notevole capacità erosiva e di trasporto con tempi di corrivazione relativamente brevi (se rapportati alla notevole lunghezza dell'asta principale) in caso di forti precipitazioni: in caso di formazione di un'onda di piena a monte (zona di Ormea) sono necessarie 24-28 ore prima che quest'ultima raggiunga la foce nel Po a Montecastello.
Da ciò risulta evidente quanto tutto il bacino del fiume sia retto da un equilibrio assai fragile in quanto distribuito su territori estremamente delicati dal punto di vista idrogeologico, spesso soggetti a notevoli fenomeni di dissesto (smottamenti, frane, erosioni, dilavamento...).
La situazione assume poi connotati ancor meno confortanti includendo anche il processo di urbanizzazione a dir poco selvaggio verificatosi negli anni settanta lungo le sponde del fiume caratterizzato da canalizzazioni artificiali di ampi tratti di fiume e dei suoi affluenti, occupazione di gran parte dei territori di golena e sbancamento incontrollato della ghiaia dal letto del fiume.

## Alluvioni
Svariate volte nel corso dei secoli il Tanaro e i suoi affluenti hanno causato più di un problema agli insediamenti umani situati lungo le loro sponde come negli autunni del 1948, del 1968, del 1994, del 2016, del 2020.

### Piena e alluvione del 5-6 novembre 1994
Il disastro che ha colpito il bacino del fiume avvenne nei giorni 5-6 novembre 1994, dopo tre giorni di piogge continue (oltre 600 mm): un'onda di piena straordinaria del fiume infatti si formò il giorno 5 novembre a monte di Ormea e correndo giù a valle devastò con furia inaudita tutto il suo corso e le decine di centri abitati lungo le sue sponde sino a giungere presso la foce nel Po nelle prime ore del giorno 7 novembre.
Durante l'evento alluvionale il Tanaro toccò valori di portata record mai raggiunti nel secolo:
- all'idrometro di Farigliano il fiume sfiorò l'eccezionale altezza di 9 metri (ben 3 metri oltre il precedente livello storico) con una portata di colmo di 3.400 m³/s;
- ad Alba, Asti e Alessandria l'ampiezza della piena fu compresa tra i 4.000 e 4.200 m³/s;
- all'idrometro di Montecastello, pochi chilometri prima della confluenza nel Po sfiorò i 5.000 m³/s con 8,50 m.

Particolarmente sconvolto dall'evento alluvionale risultò tutto il tratto compreso tra il comune di Ormea e la confluenza con la Stura di Demonte presso Cherasco, dove il Tanaro distrusse quasi totalmente la maggior parte dei manufatti civili ivi presenti (abitazioni, ponti, strade…), mutando anche per ampi tratti in modo definitivo la fisionomia del suo letto e del fondovalle .
I comuni coinvolti dall'onda di piena furono:
- Cosio di Arroscia, in località Case d'Isole, in Provincia di Imperia
- Ormea, Garessio, Priola, Bagnasco, Nucetto, Ceva, Bastia Mondovì, Clavesana, Farigliano, Piozzo, Lequio Tanaro, Monchiero, Narzole e Alba in provincia di Cuneo;
- Asti, Castello d'Annone, Cerro Tanaro e Rocchetta Tanaro in provincia di Asti;
- Solero, Felizzano, Alessandria e Pietra Marazzi in provincia di Alessandria.

Particolarmente colpite furono le città di Ormea, Garessio, Ceva, Alba e Asti, inondate per 1/3 della loro superficie e soprattutto Alessandria, città sommersa quasi per il 50% e che vide morire anche 11 persone.
In località Case d'Isole, nel comune di Cosio di Arroscia, si verificò il crollo del ponte medievale di Isole, a un'unica arcata, che metteva in comunicazione le due sponde del Tanarello.

### Altre piene e alluvioni significative

#### Piena del 27-28 aprile 2009
Nei giorni 27-28 aprile 2009 il Tanaro ha registrato un'ondata di piena straordinaria di notevole intensità. Il livello del fiume ha raggiunto i 5,39 m sopra lo zero idrometrico ad Asti e ha superato la soglia di pericolo alla stazione idrometrica di Montecastello, dove è stato registrato un livello massimo di 7,24 m, con una portata al colmo di circa 3200 m³/s. Secondo il rapporto dell'ARPA Piemonte, tenuto conto degli effetti mitiganti delle opere idrauliche costruite nei tempi recenti e degli apporti dei torrenti Belbo e Bormida, l'evento di piena è stato il più gravoso sull'asta fluviale dopo quello del novembre 1994. Il fiume ha esondato per vasti tratti tra Solero e Casalbagliano, coinvolgendo anche insediamenti abitativi e industriali. 6.000 persone sono state evacuate dai quartieri Orti e Cittadella di Alessandria. Ulteriori esondazioni si sono verificate in provincia di Alessandria nei comuni di Masio, Felizzano, Solero, Pietra Marazzi, Montecastello, Rivarone, Piovera, Bassignana. Vi sono state alcune esondazioni anche nel comune di Asti.

#### Piena e alluvione del novembre 2016
La mattina del 24 novembre 2016, a causa di abbondanti precipitazioni che duravano dal 20 novembre, il livello del fiume è repentinamente aumentato a monte di Ormea e le conseguenti esondazioni hanno creato seri danni in tutta la valle, al sistema stradale e ferroviario, a edifici civili e industriali. La SS 28 è stata bloccata da Ceva fino al confine piemontese-ligure tra Ormea e Pornassio a Ponte di Nava. Le strade di collegamento tra Ponte di Nava e Viozene e Briga Alta, nel cui territorio si trovano le sorgenti di Tanarello e Negrone (i due rami da cui nasce il Tanaro), sono state distrutte in più punti da enormi frane e smottamenti, che mettono in grave pericolo gli abitati di Monesi e Piaggia. Nella piazza principale di Ormea, il torrente Armella, affluente di sinistra del Tanaro, ha aperto 3 voragini inghiottendo un'automobile; un intero condominio che si affaccia sul torrente è stato evacuato. A Garessio il ponte centrale Generale Odasso e le vie adiacenti sono state sommerse dal fiume. Buona parte della città di Ceva è stata invasa dalle acque. Numerosi ponti lungo il corso del Tanaro, fino ad Alessandria, sono stati chiusi a titolo precauzionale.
Nella tarda serata del 24 novembre le precipitazioni sono tornate a intensificarsi e il livello del fiume ha raggiunto i massimi livelli e la piena potenza distruttiva. La portata ha raggiunto - alle 23:30 del 25 novembre - un colmo massimo di piena di 6,68 metri sullo zero idrometrico, circa un metro più basso rispetto a quello storico del 1994 (stimato ad una quota approssimativa di 7,60 metri). Ad Alessandria il Tanaro ha fatto temere l'esondazione in città nella notte fra il 25 e 26 novembre.

### Piena e alluvione dell'ottobre 2020
Nella notte tra il 2 e il 3 ottobre 2020, in seguito a precipitazioni che duravano appena dalla mattinata e che insistevano con violenza soprattutto sulle sorgenti di Tanarello e Negrone nel massiccio del Saccarello - Marguareis, l'ondata di piena ha raggiunto Ponte di Nava e i conseguenti straripamenti hanno creato gravissimi danni in tutta l'alta valle. Ormea è stata completamente isolata: a monte si è verificato un imponente smottamento tra Ponte di Nava e Cantarana che ha occupato l'intera strada statale 28, mentre a valle le acque del rio Peisino hanno invaso la carreggiata con massi e detriti, tagliando la principale e unica via di comunicazione col resto del Piemonte. La strada Provinciale tra Ponte di Nava e Viozene è andata distrutta in più punti. Il centro storico di Ormea è stato invaso dalle acque e dai detriti trasportati a valle dal torrente Armella, straripato per oltre due metri di altezza dai propri argini a monte dell'abitato. Le strade e la pista ciclabile adiacenti al Tanaro sono state distrutte in più punti, abitazioni private e attività sono state allagate e profondamente danneggiate. I rii affluenti del Tanaro, come il rio Chiappino, hanno rotto gli argini e distrutto le strade comunali che collegano alcune frazioni al capoluogo.
Alcuni ponti lungo il corso del fiume sono stati spazzati via o profondamente danneggiati.
Buona parte della rete sentieristica del paese è stata duramente compromessa da frane, smottamenti, distruzione di ponti e guadi da parte degli affluenti del Tanaro.
A Garessio il ponte centrale Generale Odasso e le vie adiacenti sono state nuovamente sommerse dal fiume e dai detriti trasportati, a nemmeno quattro anni di distanza dall'alluvione del 2016, inondando negozi e abitazioni private.
La parte della città di Ceva adiacente al fiume è stata invasa dalle acque e gravemente danneggiata.
La portata ha raggiunto - alle 22:00 del 2 ottobre - un colmo massimo di piena di 5,32 metri sullo zero idrometrico a Ponte di Nava e 5,93 metri a Garessio.
Le stazioni idrometriche hanno rilevato le piene :
- A Ponte di Nava, frazione a monte di Ormea, l'ondata di piena è stata di 5,32 metri.
- A Garessio l'ondata massima di piena è stata 5,93 metri.
- A Farigliano l'ondata di piena è stata di 6,22 metri.
- Ad Alba la piena è stata di 4,97 metri.
- Ad Asti la piena ha raggiunto i 5,54 metri.

## Fauna
Tra le specie che risalgono questo fiume per riprodursi vi è la cheppia (Alosa fallax).